# Andreas Fincke
Andreas Fincke (* 25. Februar 1959 in Halle (Saale)) ist ein deutscher Theologe und Publizist. Er war zuletzt Hochschulpfarrer und Leiter der  Evangelischen Stadtakademie  in Erfurt.

## Leben
Nach der POS (Polytechnischen Oberschule) absolvierte er eine Berufsausbildung mit Abitur zum Elektromonteur und anschließend von 1978 bis 1980 den Grundwehrdienst bei der Nationalen Volksarmee. Danach arbeitete Fincke als Kindergärtner in Einrichtungen der Diakonie bzw. als Hauslehrer. 1981 begann er an der Martin-Luther-Universität zu Halle-Wittenberg ein Studium der Evangelischen Theologie. Nach dem ersten Examen 1986 erhielt er ein 12-monatiges Stipendium des Konfessionskundlichen Arbeits- und Forschungswerkes Potsdam. 1987–1988 folgte ein Vikariat in der Kirchengemeinde Beesen-Silberhöhe (Halle/S.)
Von 1988 bis 1992 war er wissenschaftlicher Assistent am Lehrstuhl für Ökumenik und allgemeine Religionsgeschichte an der Martin-Luther-Universität in Halle. 1992 machte er ein Zweites theologisches Examen und bekam eine Berufung zum Pfarrer der Ev. Kirche der Kirchenprovinz Sachsen.
1992 wurde Fincke mit einer Arbeit zu „Jesus Christus im Werk Jakob Lorbers. Jesusbild und Christologie einer Neuoffenbarung“ promoviert. Zwischen 1992 und 2007 war Fincke wissenschaftlicher Referent an der „Evangelischen Zentralstelle für Weltanschauungsfragen“ (EZW) in Stuttgart bzw. Berlin sowie zwischen 1999 und 2007 stellv. Leiter der EZW und Chefredakteur der monatlich erscheinenden Zeitschrift „Materialdienst der EZW. Zeitschrift für Religions- und Weltanschauungsfragen“. Hier sowie in zahlreichen weiteren Fachzeitschriften, Monografien und Lexika veröffentlichte er regelmäßig Artikel zu Religions- und Weltanschauungsfragen.
Von 2007 bis 2008 arbeitete er als Referent für Grundsatzfragen im Konsistorium der Ev. Kirche Berlin Brandenburg schlesische Oberlausitz (EKBO) und von 2008 bis 2010 als persönlicher Referent des Berliner Senators für Bildung, Wissenschaft und Forschung.
Von 2010 bis 2013 war er Pfarrer im Havelland in vier Brandenburgischen Dörfern. 2013 erfolgte ein Wechsel in den Dienst der Evangelischen Kirche in Mitteldeutschland (EKM). Von 2013 bis zum Ruhestand 2023 war er Hochschulpfarrer und Leiter der Ev. Stadtakademie Erfurt. Andreas Fincke ist Lehrbeauftragter der Uni Erfurt.
Er war Mitglied im „Interreligiösen Gesprächskreis Thüringen“ und im Arbeitskreis „Religiöse Gemeinschaften“ der VELKD, der im Herbst 2015 das „Handbuch Weltanschauungen, Religiöse Gemeinschaften“ veröffentlicht hat. Andreas Fincke hat Veröffentlichungen zu Religions- und Weltanschauungsfragen vorgelegt. In Erfurt ist er am "Runden Tisch der Religionen" beteiligt. Forschungsschwerpunkte sind Atheismus und Konfessionslosigkeit. Er gilt als Kenner der atheistischen bzw. kirchenkritischen Szene in Deutschland aus kirchlicher Perspektive.

## Werke
- Mit Gott fertig? Konfessionslosigkeit, Atheismus und säkularer Humanismus in Deutschland. Eine Bestandsaufnahme aus kirchennaher Sicht, Aschaffenburg 2017. Rezension vgl. https://www.euangel.de/ausgabe-1-2018/rezensionen/mit-gott-fertig/
- Handbuch Weltanschauungen, Religiöse Gemeinschaften, Freikirchen im Auftrag der Kirchenleitung der VELKD, Gütersloh 2015 (Mitherausgeber)
- Anthroposophie – Waldorfpädagogik – Christengemeinschaft. Beiträge zu Dialog und Auseinandersetzung, EZW-Text Nr. 190, Berlin 2007
- „Und sie bewegt sich doch!“ Neues von der Neuapostolischen Kirche, EZW-Text Nr. 193, Berlin 2007
- Panorama der neuen Religiosität. Sinnsuche und Heilsversprechen zu Beginn des 21. Jahrhunderts, hg. im Auftrag der EZW, Gütersloh 2001. Vollständig überarbeitete Neuausgabe, Gütersloh 2005 (Mitherausgeber)

- Kompass: Sekten und religiöse Weltanschauungen. Ein Lexikon, Gütersloh 2004 (mit Matthias Pöhlmann)
- Woran glaubt, wer nicht glaubt? Lebens- und Weltbilder von Freidenkern, Konfessionslosen und Atheisten in Selbstaussagen, EZW-Text Nr. 176, Berlin 2004
- Wenn Gruppen viel versprechen, Projektheft in der Reihe „Position beziehen“, incl. Handreichungen für den Unterricht, Berlin 2004
- Freidenker – Freigeister – Freireligiöse. Kirchenkritische Organisationen in Deutschland seit 1989, EZW-Text Nr. 162, Berlin 2002[3]